# Národní park Darién
Darién je jedním z národních parků v Panamě. Má rozlohu 5970 km², rozkládá se ve stejnojmenné panamské provincii Darién a indiánském regionu Emberá-Wounaan při státní hranici mezi Panamou a Kolumbií, přibližně 330 km od města Ciudad de Panamá. Na Darién navazuje na kolumbijské straně národní park Los Katíos. Patří mezi nejvýznamnější lokality ve Střední Americe se zachovalým tropickým deštným lesem, pobřežními bažinami s porosty mangrovů; rozmanitou faunou (např. pes pralesní, mravenečník velký, jaguár, kapybara, mirikina obecná, tapír středoamerický, harpyje pralesní, kajman brýlový nebo krokodýl americký).
Průměrná roční teplota je zde 26 °C, průměrný srážkový úhrn 2500 mm/rok.
Na území NP žijí dva indiánské kmeny - Kuna (přibližně 200 lidí) a Chocos (cca 1000 lidí), kteří žijí původním způsobem života bez vymožeností moderní doby.